# Шелли, Майкл (легкоатлет)
Майкл Шелли — австралийский легкоатлет, бегун на длинные дистанции, который специализируется в марафоне. Чемпион Игр Содружества 2014 и 2018 года в марафоне. На олимпийских играх 2012 года занял 16-е место с результатом 2:14.10.
На чемпионате мира по полумарафону 2008 года занял 16-е место с результатом 1:04.44. Занял 10-е место на Лондонском марафоне 2011 года с результатом 2:11.38.
Победитель марафонской дистанции на Играх Содружества 2014 с личным рекордом — 2:11.15.